# Луис Медина Канталехо
Луис Медина Канталехо е испански футболен съдия. Той е един от реферите свирили на най-голямото дерби в Испания „El clasico“ между отборите на Барселона и Реал Мадрид. Първият му международен мач е Турция — Грузия на 4 септември 2004 г. в квалификационен мач за Световното първенство 2006.

## Световно първенство 2006
Луис Медина Канталехо е избран за съдия в последния момент, след като двама други съдии не успяват да покрият изискванията на ФИФА. Така той се озовава на Световното първенство като към автобиографията си добавя мачове като Германия — Полша, Холандия — Аржентина и Италия срещу Аржентина. Именно последният мач поражда много полемики относно възможностите на рефера. Той показва червен картон на Марко Матераци, а след това дава дузпа на Италия за крайната победа с 1 – 0. Два дни след този мач Медина е избран за един от дванадесетте рефери, които участват в мачовете до края на първенството. На него се пада честта да е съдия в четвъртфиналния мач между Бразилия и Франция.

## Англия — Русия 2007 (Евро квалификация)
Англия се класира за Евро 2008 при домакинска победа над Русия. Двубоят започва много спорно, след като Англия повеждат с 1 – 0 след гол на Уейн Руни от очевидна засада. Това остава неотбелязано от рефера и голът е зачетен за редовен. През второто полувреме се стига до дузпа за Сборная след нарушение на Уейн Руни извън пеналта. Канталехо е непреклонен и посочва бялата точка, Павлюченко реализира, при което Русия изравняват. 3 минути по-късно отново той бележи и Англия не успяват да се класират за Евро 2008 впоследствие.

## Шампионска лига
Луис Медина Канталехо има над 70 мача в шампионската лига като върхът на кариерата му е финалът между „Манчестър Юнайтед“ и „Челси“ в Москва.